# Verzár Oxendius
Verzár Oxendius (latinul: Oxendius Verzellescus, örményül: Օշենտիոս Վըրզարեան, románul: Auxențiu Vărzărescu; Moldva, Botosán, 1655 – Bécs, 1715 márc. 10.) örmény katolikus püspök, az örmények Erdélybe költözésének vezetője, Szamosújvár alapítója.

## Életpályája
Vezár Oxendius eredeti családi nevén Szdephánján, Verzariu a család román mellékneve volt.
Örmény családban született, Lembergben végezte el a gimnáziumot. Katolizált, majd 1670–től, Rómában tanult a Propaganda Fide Urbaniana egyetemén, itt szentelték pappá 1684-ben, ezután küldték Erdélybe a Moldvából 1672-ben oda költözött ortodox vallású örmények katolizálására. Az áttérítést 1686-ban végezte el, majd 1687-től a lembergi örmény katolikus püspök helyettese lett, 1691-ben pedig erdélyi örmény szertartású római katolikus püspökként említették. 1696-tól 1698-ig Konstantinápolyban volt török fogságban.
Verzár Oxendius az erdélyi örmények aranyával Bécsbe ment, területet vásárolni, várost építeni az örmények letelepedése céljából. 1700-ban az akkori Gerla falu mellett felépítette Armenopolist (Szamosújvár)-t, majd az erdélyi örmények többségét is odaköltöztette. Oxendius csaknem tizenkét évig volt itt lelkipásztor. Megszervezte az örmény tímárcéhet is és kordovány-manufaktúrát alapított.
1704-től 1711-ig a kurucok fogságában volt, majd 1712-ben Bécsbe ment, ahol 1715. márciusában megmérgezték.